# Jure Pelivan
Jure Pelivan (ur. 11 grudnia 1928 we wsi Orguz koło Livna, zm. 18 lipca 2014 w Splicie) – polityk bośniacki narodowości chorwackiej. premier Bośni i Hercegowiny od 20 grudnia 1990 do 10 listopada 1992.